# Toyota Hilux
En Toyota Hilux er en bag- eller firehjulstrukket pickup.
Modellen blev første gang introduceret i 1968, og findes med 4- og 6-cylindret benzinmotor og med 4-cylindret dieselmotor.
Modellen har i en kort periode også fandtes med Volkswagen-emblem som Volkswagen Taro, og hedder i USA Toyota Tacoma.